# Organisation Ostkaribischer Staaten
Die Organisation Ostkaribischer Staaten (englisch Organisation of Eastern Caribbean States, kurz OECS) ist ein supranationaler Staatenbund im Bogen der Inseln über dem Winde.

## Ziele
Die OECS wurde am 18. Juni 1981 durch den Vertrag von Basseterre gegründet. In diesem Vertrag setzte sie sich folgende Ziele:
- Vertiefung der Zusammenarbeit auf regionaler und internationaler Ebene;
- Förderung der Einheit zwischen den Mitgliedsstaaten und Verteidigung der Souveränität, territorialen Integrität und Unabhängigkeit;
- Gegenseitige Unterstützung bei den Vereinten Nationen unter Berücksichtigung des Völkerrechts;
- Vereinheitlichung der Außenpolitiken der Mitgliedstaaten und Schaffung gemeinsamer Außenvertretungen;
- Wirtschaftszusammenführung zwischen den Mitgliedstaaten;
- Schaffung von Organisationen um diese Ziele umzusetzen.

Fast alle Mitgliedsstaaten haben mit dem Ostkaribischen Dollar (EC$) eine gemeinsame Währung, ausgenommen zwei assoziierte Mitglieder: Martinique, das ein Teil Frankreichs und dessen Währung daher der Euro ist, und die Britischen Jungferninseln, wo seit 1959 der US-Dollar die offizielle Währung ist. Der Ostkaribische Dollar ist seit 1976 zum Kurs von 1 US$ = 2,70 EC$ an den US-Dollar gebunden.

## Mitglieder
Mitgliedstaaten bzw. Überseegebiete sind:
| Lage | Karte | Flagge | Name amtlich                                                    | Amtssprache | Einw. 07/2021 | Beitritt      | Status                | Währung               |
| ---- | ----- | ------ | --------------------------------------------------------------- | ----------- | ------------- | ------------- | --------------------- | --------------------- |
|      |       |        | Anguilla                                                        | Englisch    | 018.403       | 1995          | assoziiertes Mitglied | Ostkaribischer Dollar |
|      |       |        | Antigua und Barbuda Antigua and Barbuda                         | Englisch    | 099.175       | 18. Juni 1981 | Gründungsmitglied     | Ostkaribischer Dollar |
|      |       |        | Britische Jungferninseln British Virgin Islands                 | Englisch    | 037.891       | 22. Nov. 1984 | assoziiertes Mitglied | US-Dollar             |
|      |       |        | Dominica Commonwealth of Dominica                               | Englisch    | 074.584       | 18. Juni 1981 | Gründungsmitglied     | Ostkaribischer Dollar |
|      |       |        | Grenada State of Grenada                                        | Englisch    | 113.570       | 18. Juni 1981 | Gründungsmitglied     | Ostkaribischer Dollar |
|      |       |        | Guadeloupe                                                      | Französisch | 375.693       | 14. März 2019 | assoziiertes Mitglied | Euro                  |
|      |       |        | Martinique                                                      | Französisch | 354.824       | 4. Feb. 2015  | assoziiertes Mitglied | Euro                  |
|      |       |        | Montserrat                                                      | Englisch    | 005.387       | 18. Juni 1981 | Gründungsmitglied     | Ostkaribischer Dollar |
|      |       |        | St. Kitts und Nevis Federation of Saint Kitts and Nevis         | Englisch    | 054.149       | 18. Juni 1981 | Gründungsmitglied     | Ostkaribischer Dollar |
|      |       |        | St. Lucia Saint Lucia                                           | Englisch    | 166.637       | 18. Juni 1981 | Gründungsmitglied     | Ostkaribischer Dollar |
|      |       |        | St. Vincent und die Grenadinen Saint Vincent and the Grenadines | Englisch    | 101.145       | 18. Juni 1981 | Gründungsmitglied     | Ostkaribischer Dollar |

## Auslandsvertretungen
| Land        | Stadt    | Aufgabe                                                  | Botschafter      |
| ----------- | -------- | -------------------------------------------------------- | ---------------- |
| Belgien     | Brüssel  | Vertretung bei der Europäischen Union                    | Len Ishmael      |
| Kanada      | Toronto  | Saisonale Vertretung zur Unterstützung der Erntearbeiter |                  |
| Schweiz     | Genf     | Vertretung bei der Welthandelsorganisation               | Ricardo M. James |
| Puerto Rico | San Juan | Vertretung eigener Interessen im US-Außengebiet          | Anita Joseph     |

## Hauptorgane

### Sekretariat

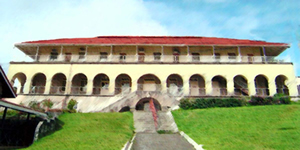
Gebäude des Sekretariats

Das Sekretariat überwacht die Arbeit der Organe der OECS und wird von einem Generalsekretär geleitet. Das Sekretariat besteht aus drei Behörden:
- Büro des Generalsekretärs
- Amt für soziale und nachhaltige Entwicklung
- Amt für Wirtschaftszusammenarbeit

Zur Erfüllung dieser Aufgaben unterhält das Sekretariat zahlreiche Unterinstitutionen in den verschiedenen Mitgliedsstaaten. Zudem koordiniert es die Zusammenarbeit mit verschiedenen internationalen Organisationen, wie der Karibische Gemeinschaft Caricom, der Karibischen Entwicklungsbank sowie der Ostkaribischen Zentralbank.

### Oberste Behörde
Die oberste Behörde (OECS Authority) besteht aus den Mitgliedsstaaten, vertreten durch deren Staats- bzw. Regierungschefs, diese treffen sich zweimal im Jahr. Sie ist das höchste Organ, zuständig für die politische Führung der OECS. Sie trifft Entscheidungen und verabschiedet Verordnungen um die Ziele der OECS erreichen zu können. Sie stellt die finale Instanz dar und muss allen Gesetzen und internationalen Vereinbarungen zustimmen. Ihr obliegt die Entscheidung über das Aufnehmen von Beziehungen zu internationalen Organisationen oder Drittländern. Der Vorsitz wechselt jedes Jahr gemäß der alphabetischen Reihenfolge der Mitgliedsstaaten.

### Ministerrat
Der Ministerrat (Council of Ministers) besteht aus ernannten Ministern der Regierungen jedes Mitgliedstaates. Für die Regierungen ist er Ansprechpartner für alle die OECS betreffenden Fragen. Der Ministerrat prüft die Empfehlungen der Kommission und reicht diese gegebenenfalls an die oberste Behörde weiter.

### OECS-Versammlung
Die OECS-Versammlung (OECS Assembly) besteht aus Vertretern der nationalen Parlamenten der Mitgliedsstaaten. Die Versammlung erarbeitet Gesetzentwürfe und legt diese der Behörde vor.

### Wirtschaftsrat
Der Wirtschaftsrat (Economic Affairs Council) besteht aus den einzelnen Fachministern für Wirtschaft der Mitgliedsstaaten. Er überwacht und kontrolliert den gemeinsamen Wirtschaftsraum.

### Kommission
Die Kommission (Commission) ist das wichtigste Verwaltungs-/ und Organisationsorgan der OECS. Sie besteht aus den Botschaftern der Mitgliedsstaaten und dem Generalsekretär, der für die täglichen Geschäfte verantwortlich ist, und die Sitzungen der Kommission einberufen kann. Sie assistiert dem Sekretariat und ist für die Erarbeitung von Gesetzesentwürfen verantwortlich, die schließlich der Behörde oder dem Ministerrat vorgelegt werden können.

## Institutionen

### Ostkaribische Zentralbank
Die Ostkaribische Zentralbank (The Eastern Caribbean Central Bank) ist die Zentralbank der Länder der östlichen Karibik. Sie gibt den Ostkaribischen Dollar heraus und übernimmt die Aufsicht über dessen Währungsraum. Ihre Führung obliegt dem Währungs-Verwaltungsrat. Sie wurde 1983 gegründet und hat ihren Sitz in Basseterre (St. Kitts und Nevis).
Außer bei Martinique (Euro) und den Britischen Jungferninseln (US-Dollar) ist der Ostkaribische Dollar die offizielle Währung der Mitgliedsstaaten.

### Ostkaribische Luftfahrtbehörde
Die Ostkaribische Luftfahrtbehörde (Eastern Caribbean Civil Aviation Authority) entstand aus der Luftfahrtbehörde Civil Aviation Authority des Vereinigten Königreichs. Der erste Direktor wurde 1957 vom Vereinigten Königreich ernannt. Nach der Entlassung der Staaten in die Unabhängigkeit wurde die Verwaltung der Direktion in Antigua und Barbuda zugewiesen. Durch den Vertrag von Basseterre wurde die Organisation 1982 in die OECS integriert. Auf dem 35. Gipfeltreffen der OECS beschlossen die Regierungschefs schließlich die Ausgliederung der Luftfahrtbehörde und deren Übergang in ein eigenfinanziertes Unternehmen.

### Ostkaribischer Hoher Gerichtshof
Der Ostkaribische Hohe Gerichtshof (Eastern Caribbean Supreme Court) wurde 1967 von den aus der Westindischen Föderation hervorgegangenen Staaten sowie den als Associated States konstituierten britischen Kolonien (außer Trinidad und Tobago und Jamaika) gegründet, sein Sitz ist in Castries. Er besteht aus zwei Kammern, dem High Court of Justice und dem Court of Appeal als Appellationsgericht. Am High Court of Justice sind 24 Richter tätig (Stand 2020), am Court of Appeal 5 Richter.

## Generalsekretäre
Bisherige Generalsekretäre der OECS waren:
| Amtszeit  | Name                | Staat               |
| --------- | ------------------- | ------------------- |
| 1982–1995 | Vaughan Allen Lewis | St. Lucia           |
| 1996–2001 | Swinburne Lestrade  | Dominica            |
| 2001–2003 | George Goodwin      | Antigua und Barbuda |
| 2003–2014 | Len Ishmael         | St. Lucia           |
| seit 2014 | Didacus Jules       | St. Lucia           |

## Sonstiges
In der Rangliste der Pressefreiheit 2023, die von Reporter ohne Grenzen herausgegeben wird, belegten die Länder der OECS Platz 93 von 180 Ländern.